# 6845 Mansurova
A 6845 Mansurova (ideiglenes jelöléssel 1976 JG2) a Naprendszer kisbolygóövében található aszteroida. Nyikolaj Sztyepanovics Csernih fedezte fel 1976. május 2-án.